# Bazilica Sfântul Ștefan din Budapesta
Bazilica Sfântul Ștefan (în maghiară Szent István-bazilika) este o biserică romano-catolică din Budapesta, Ungaria. Este cea mai mare biserică din acest oraș și a treia cea mai mare din Ungaria, după catedralele din Esztergom și Eger.

## Arhitectură
Bazilica poartă hramul Sfântului Ștefan, primul rege și patronul spiritual al Ungariei, brațul său drept aflându-se într-o raclă din bazilică. De aceea aceasta este cea mai importantă biserică din Ungaria. Această bazilică a fost finalizată în anul 1905, după 54 de ani de la primele schițe ale arhitectului Miklós Ybl. O mare parte din această întârziere poate fi atribuită prăbușirii cupolei bazilicii în anul 1868, fapt care a dus la demolarea construcției și reconstruirea ei de la zero.
Stilul arhitectonic este neoclasicismul, iar planul bazilicii este în cruce greacă. Fațada este ancorată de două mari clopotnițe. Clopotnița din partea de sud a bazilicii are un clopot de 9 tone, fiind cel mai mare clopot din Ungaria. Inițial a fost un clopot de 8 tone, dar a fost înlocuit cu unul mai mare, deoarece cel de 8 tone a fost topit și folosit în scopuri militare pentru Al Doilea Război Mondial. Tot pe fațadă se găsesc numeroase statui reprezentând-o pe Sfânta Maria alături de sfinți precum Ștefan, Ladislau și Leopold.
Este de remarcat faptul că la construirea bazilicii s-a folosit marmură de Rușchița.

## Istorie
Construcția bazilicii a început în 1851, urmând planurile arhitectului József Hild. După moartea acestuia, arhitectul Miklós Ybl a luat conducerea lucrărilor în 1867 și i-a dat bazilicii o cupolă neorenascentistă după prăbușirea cupolei originale în 1868. Concepția sa, inspirată de Renaștere, se armoniza foarte bine cu planurile inițiale concepute în stilul neoclasic. A rezultat un edificiu cu un aspect echilibrat, în pofida contradicțiilor care proveneau din amestecul de stiluri. Un al treilea arhitect a lucrat, și el, la realizarea bazilicii. Este vorba de Jozsef Kauser, care a încheiat, în 1905, lucrările construcției începute în urmă cu 54 de ani.

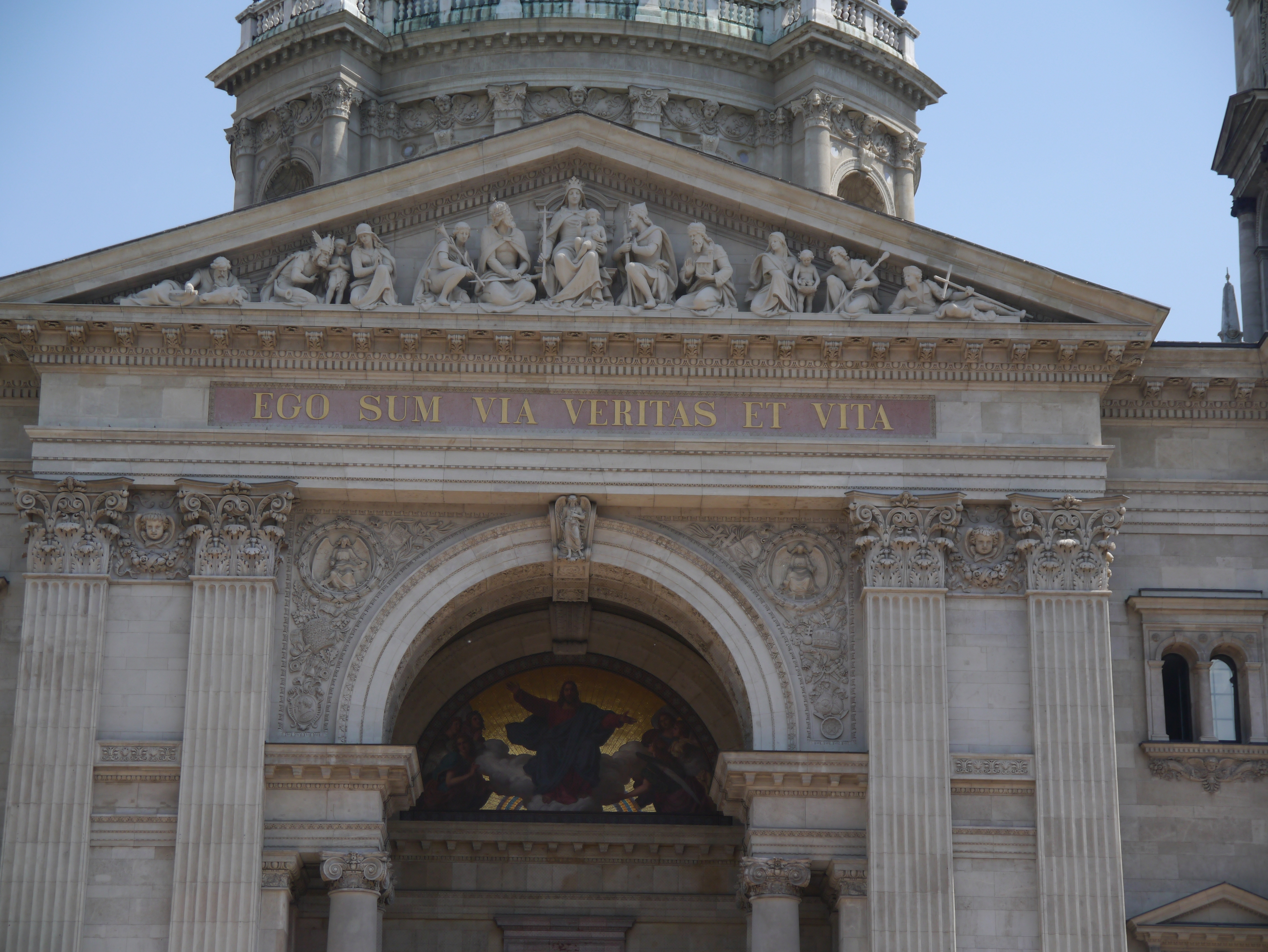
Fațada bazilicii.

Bazilica a fost inaugurată de împăratul Franz-Iosif și a primit demnitatea de Basilica Minor (în română bazilică minoră), în 1938, sub papa Pius al XI-lea, cu ocazia împlinirii a 900 de ani de la moartea lui Ștefan.

## Loc de pelerinaj
În prezent, Bazilica Sfântul Ștefan este un loc de pelerinaj, dar și o atracție culturală, aici ținându-se concerte de orgă. Importanța bazilicii ca loc de pelerinaj se datorează prezenței Mâinii Sfinte, mâna dreaptă a regelui Ștefan cel Sfânt, adusă aici în anul 1950. Anual au loc aici procesiuni religioase solemne, pe data de 20 august și 30 mai.

### Mâna Sfântă
Mâna Sfântă este o relicvă a mâinii regelui Ștefan cel Sfânt, fondatorul statului ungar, care a murit la 15 august 1038 și a fost canonizat la Székesfehérvár la 20 august 1083. De atunci, mâna sa dreaptă, găsită întreagă, este venerată de popor. De-a lungul timpului, soarta relicvei a fost agitată: inițial, a fost păstrată la Biharia, în Transilvania, apoi la Ragusa (azi Dubrovnik), în Croația, apoi a fost transportată la Viena și a fost adusă la Buda, în 1771. În 1944, a fost transportată în Occident, iar la 19 august 1945 a fost predată Ungariei. Există chiar o sărbătoare specială dedicată Mâinii Sfinte a regelui Ștefan pe data de 30 mai.

## Galerie de imagini

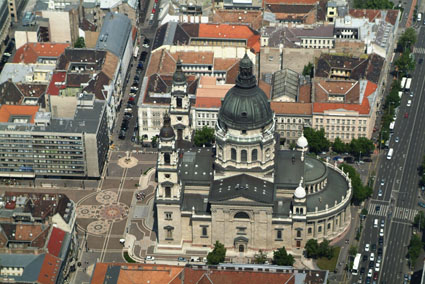
Vedere din elicopter.
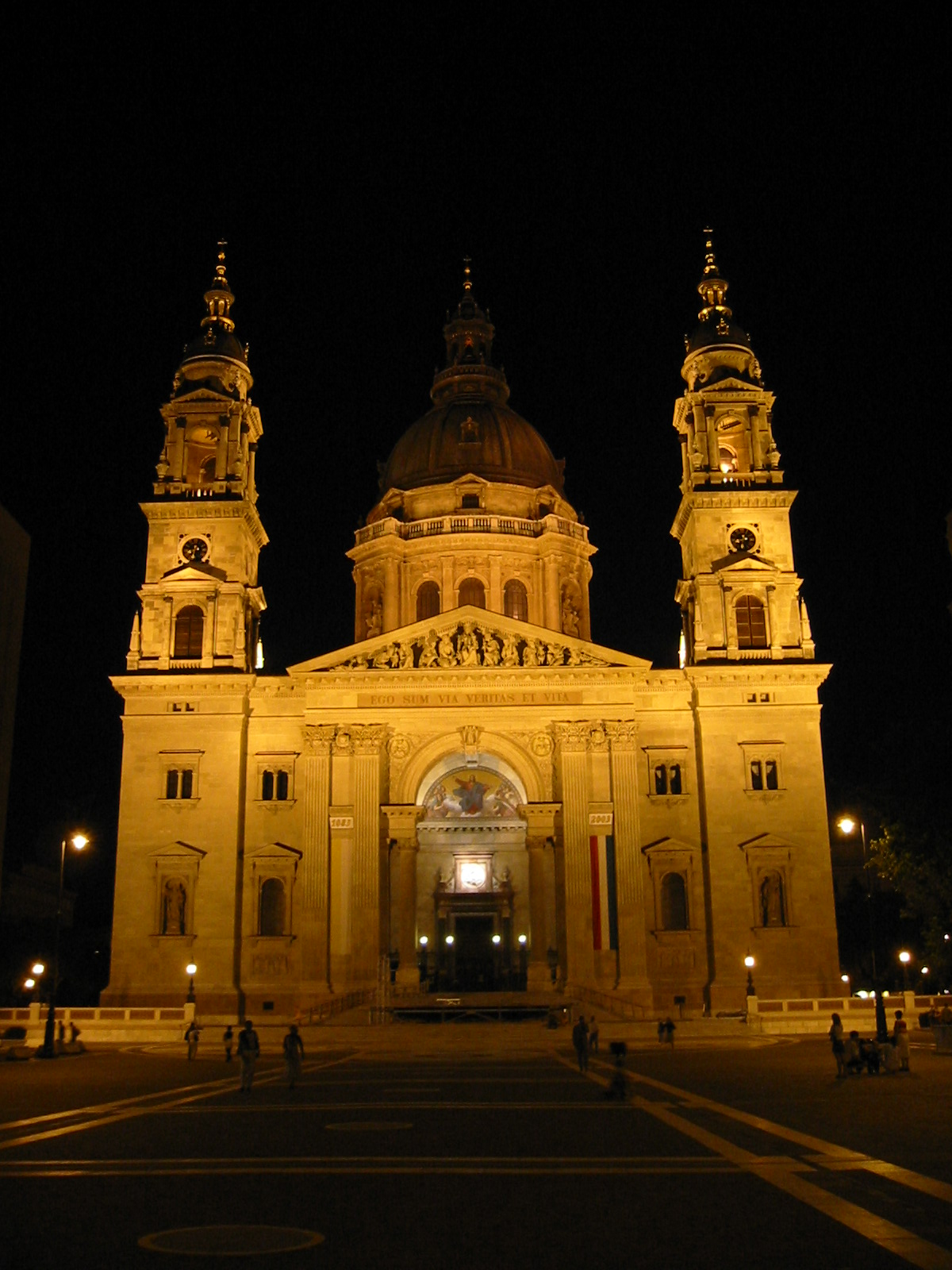
Bazilica noaptea.
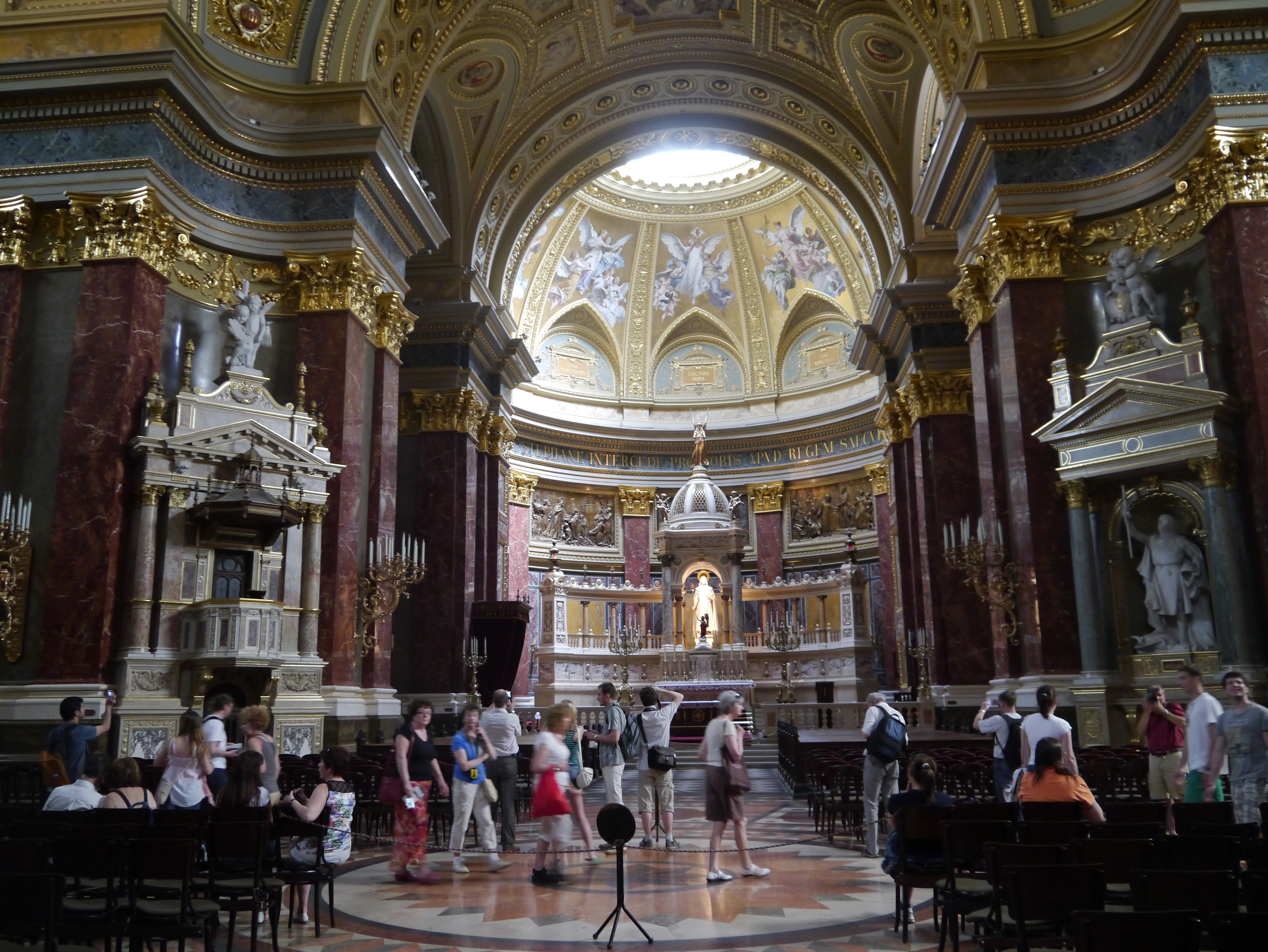
Interior.
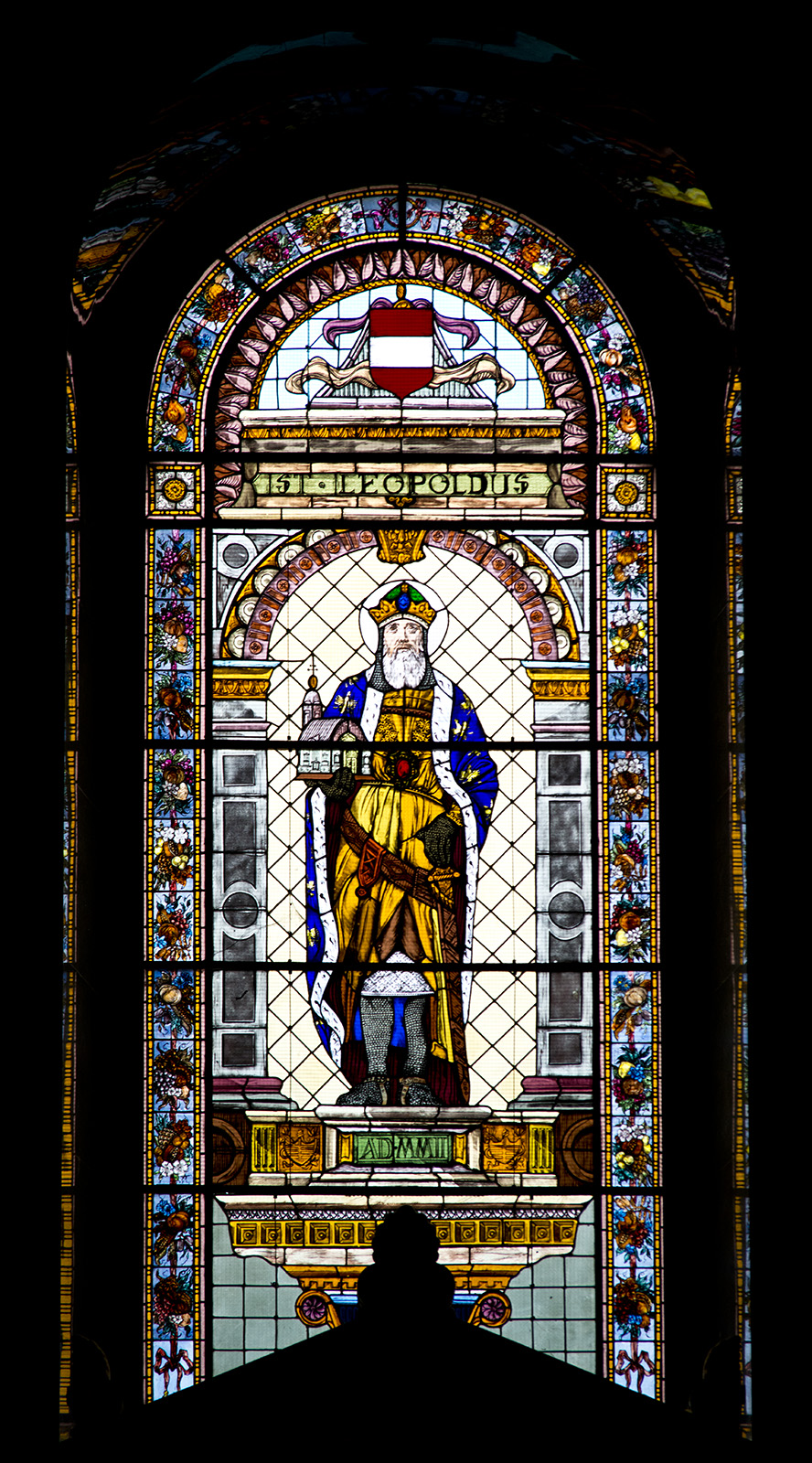
Vitraliu.
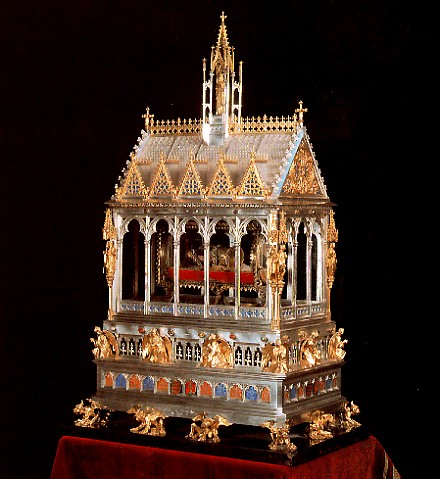
Mâna Sfântă. Mumificat, antebraţul drept al Sfântului Ştefan este o relicvă păstrată într-una din capelele din stânga altarului.
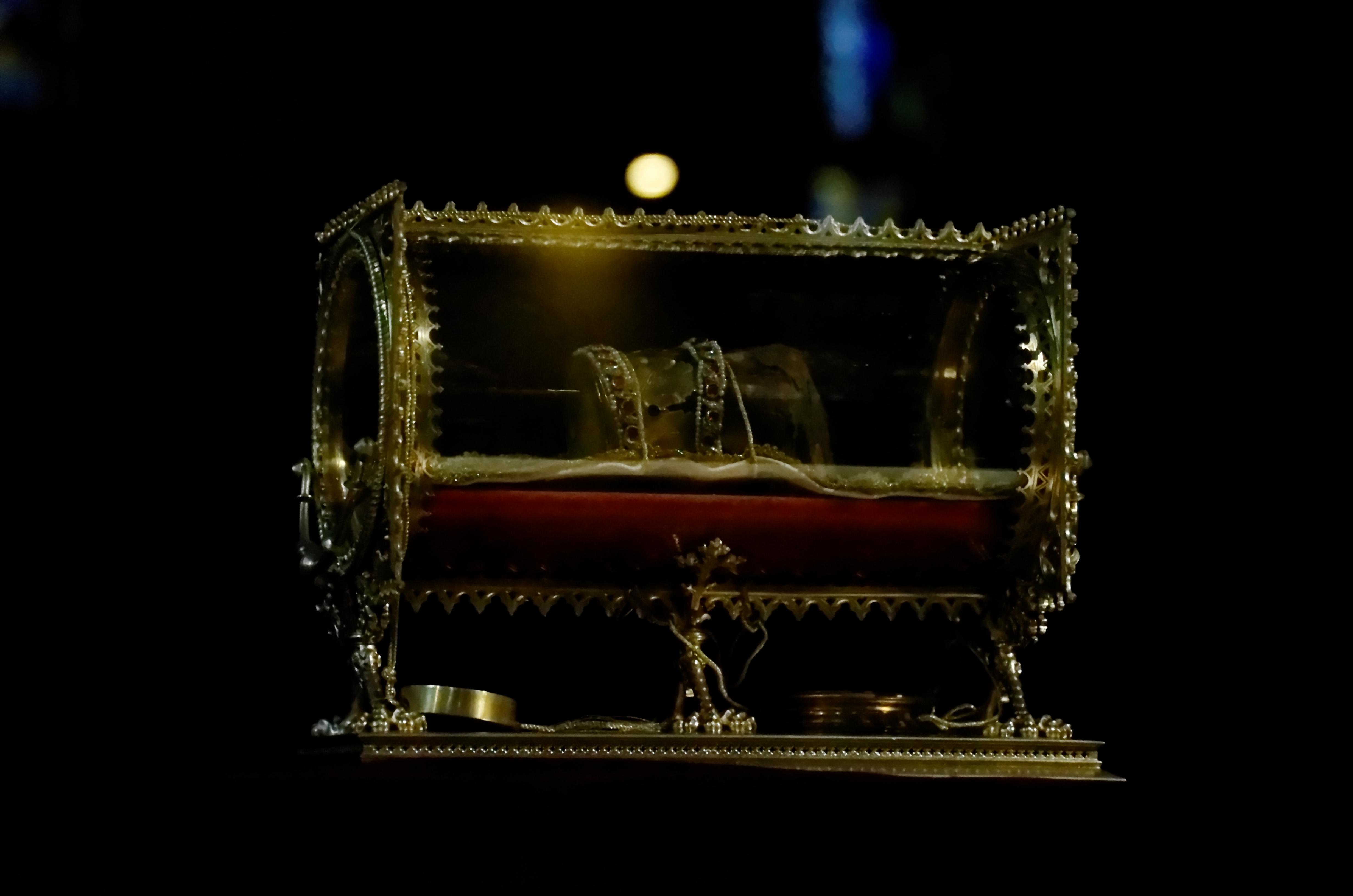
Mâna Sfântă
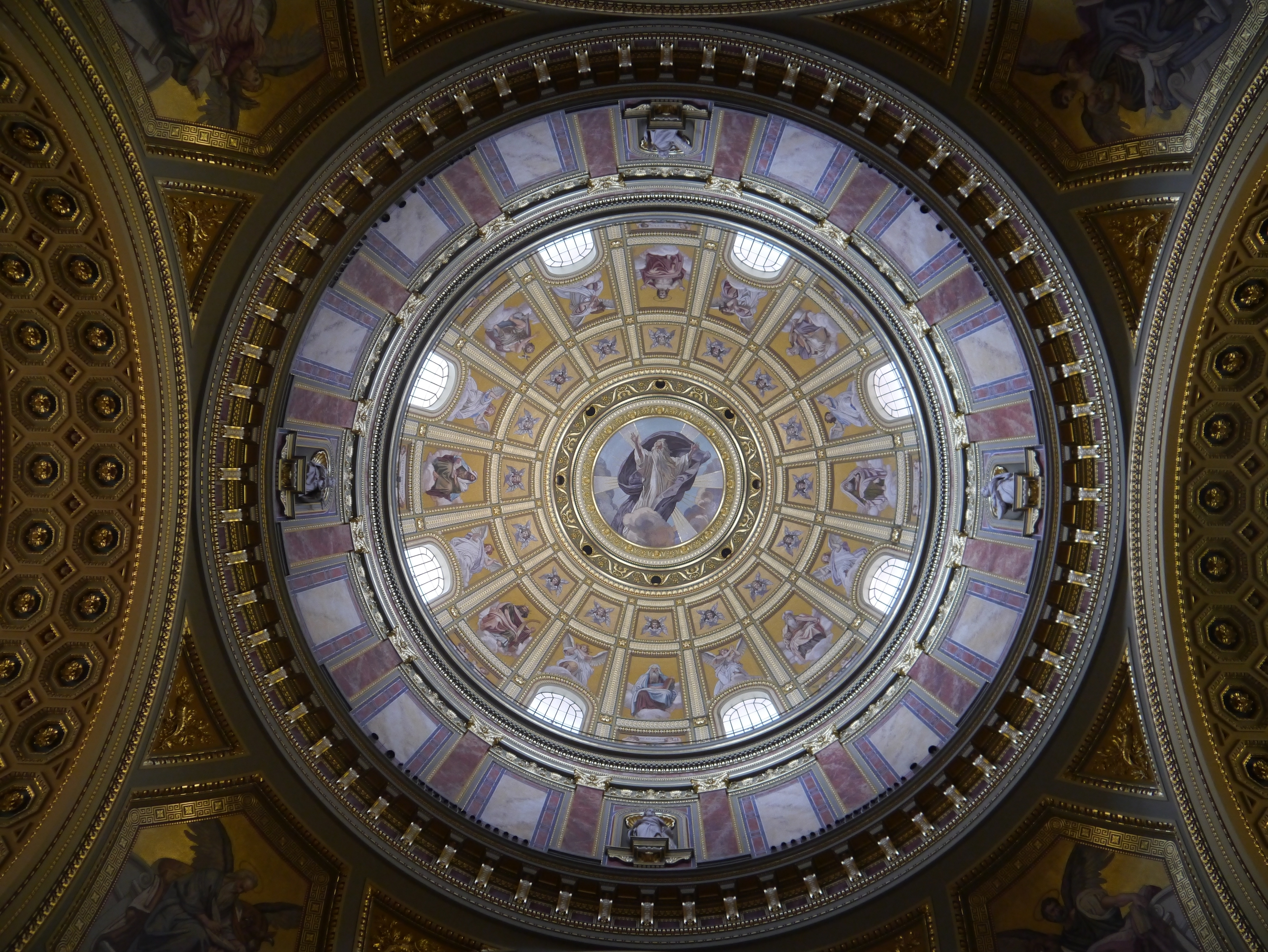
Domul, interior.